# La Seu

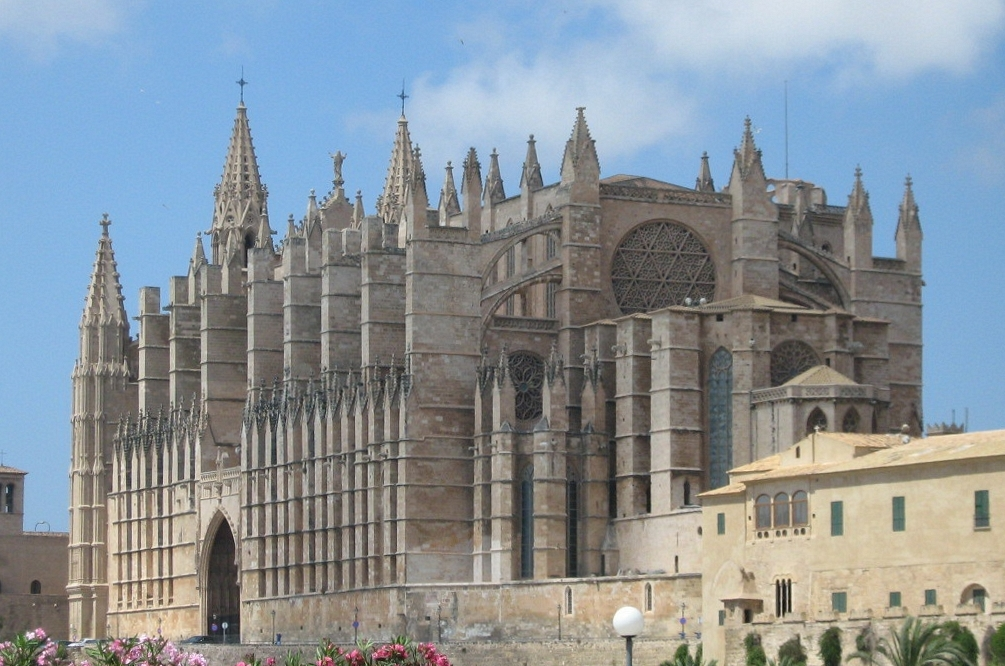
Katedralen La Seu i Palma de Mallorca, sedd nerifrån hamnpromenaden vid fiskehamnen.

Catedral de Mallorca, mest känd som La Seu ('domen'), är en katedral i Palma de Mallorca, och ett av stadens största turistmål. Katedralen, som härstammar från 1200-talet och är byggd i gotisk stil, dominerar hela hamnen och står som en symbol för makten och rikedomen hos Mallorcas kristna erövrare. Dessa hade, med bas i Aragonien och Katalonien, återerövrat ön 1229 från morerna.
Det sägs att Jakob I gav order om att uppföra katedralen 1230 (året efter öns erövring), på den plats där en moské tidigare stått. Bygget av den nya byggnaden  inleddes  under Jakob II:s regeringstid (1276-1311) med konstruktionen av det kungliga kapellet.
Katedralen är en av de största helgedomarna i Europa. Den pryds av 32 fönster och två vackra rosettfönster, varav det största som vetter mot öster består av 1236 färgade glasrutor och har en yta på nästan 100 kvm. 
Kupolen når en höjd på 44 meter, vilket kan jämföras med katedralen i franska staden Beauvais, vilken har en kupol på 48 meter och är den högsta gotiska katedralen i världen.
Till katedralen hör även ett museum med många berömda föremål och inventarier. 